# Eleccions al Dáil Éireann de 1954

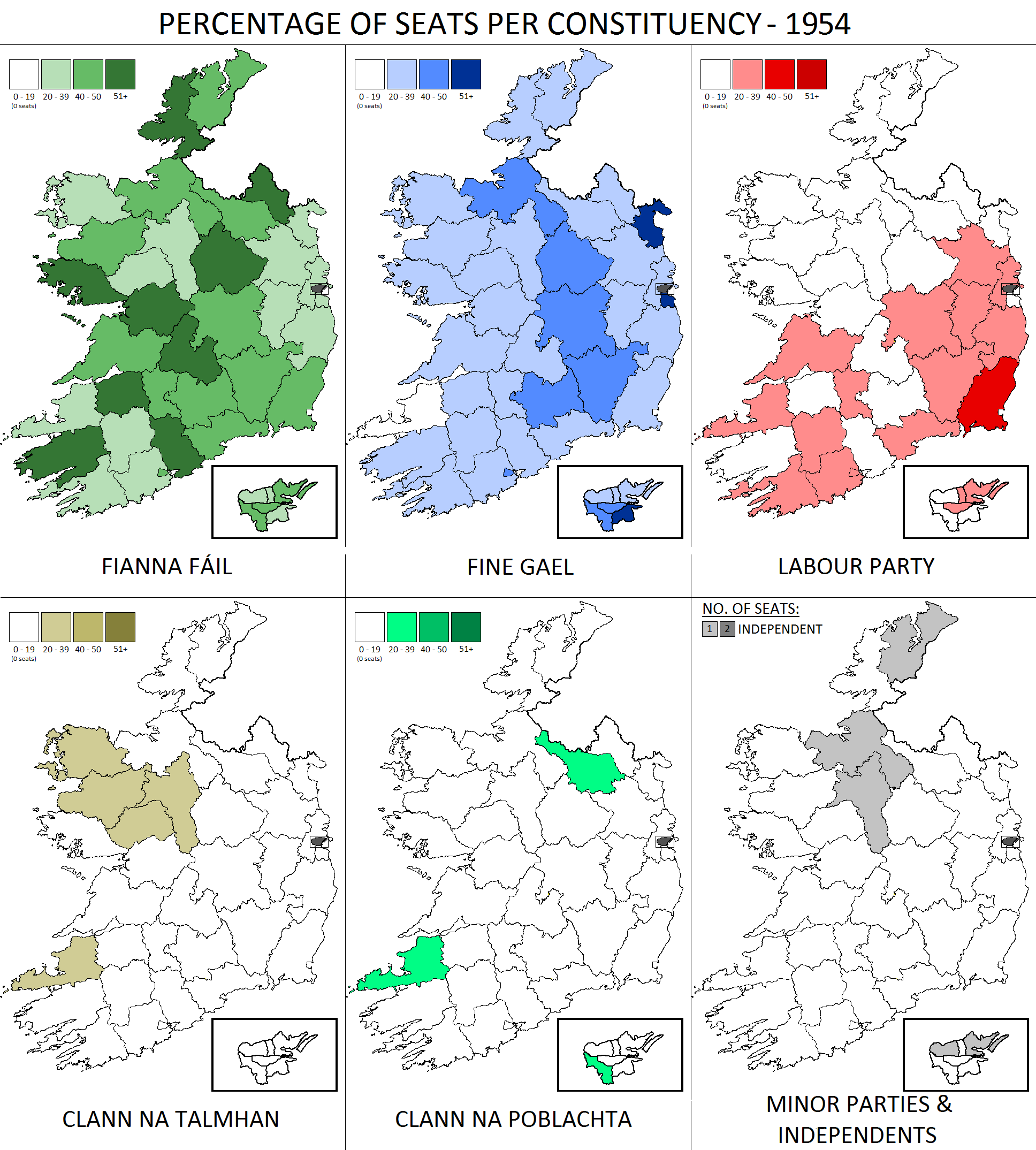
Resultats per partit i circumscripció

Les eleccions al Dáil Éireann de 1954 es van celebrar el 14 de maig de 1954 per a renovar els 144 diputats del Dáil Éireann. Va guanyar el Fianna Fáil per majoria relativa, i es formà un govern de coalició de Fine Gael, Laboristes i Clann na Talmhan.

## Resultats
| Partit             | Líder              | Vot popular | %     | Escons |
| Fianna Fáil        | Éamonn de Valera   |             | 43,4% | 65     |
| Fine Gael          | Richard Mulcahy    |             | 32,0% | 50     |
| Laborista          | William Norton     |             | 12,0% | 18     |
| Clann na Talmhan   | Joseph Blowick     |             | 3,1%  | 5      |
| Clann na Poblachta | Seán MacBride      |             | 3,8%  | 3      |
| Sinn Féin          | Pádraig Mac Lógáin |             | 0,1%  |        |
| Independents       |                    |             | 5,5%  | 5      |